# 35e cérémonie des European Film Awards
La 35e cérémonie des prix du cinéma européen (35nd European Film Awards), organisée par l'Académie européenne du cinéma, se déroule le 10 décembre 2022 et récompense les films européens sortis dans l'année,,.

## Palmarès

### Meilleur film
- Sans filtre de Ruben Östlund  Suède  France  Allemagne  Royaume-Uni  États-Unis
  - Nos soleils de Carla Simón  Espagne  France
  - Close de Lukas Dhont  Belgique  Pays-Bas  France
  - Corsage de Marie Kreutzer  Autriche  Luxembourg  Allemagne  France
  - Les Nuits de Mashhad de Ali Abbasi  Allemagne  Danemark  France  Suède

### Meilleure comédie
- El buen patrón de Fernando León de Aranoa  Espagne
  - Cop Secret de Hannes Þór Halldórsson  Islande
  - La Fracture de Catherine Corsini  France

### Meilleure réalisation
- Ruben Östlund pour Sans filtre  Suède  France  Allemagne  Royaume-Uni  États-Unis
  - Lukas Dhont pour Close  Belgique  Pays-Bas  France
  - Marie Kreutzer pour Corsage  Autriche  Luxembourg  Allemagne  France
  - Jerzy Skolimowski pour Eo  Pologne  Italie
  - Ali Abbasi pour Les Nuits de Mashhad  Allemagne  Danemark  France  Suède

### Meilleure actrice
- Vicky Krieps pour Corsage
  - Zar Amir Ebrahimi pour Les Nuits de Mashhad
  - Léa Seydoux pour Un beau matin  France
  - Penélope Cruz pour Madres paralelas  Espagne
  - Meltem Kaptan pour Rabiye Kurnaz contre George W. Bush  Allemagne  France

### Meilleur acteur
- Zlatko Burić pour Sans filtre
  - Paul Mescal pour Aftersun  Irlande
  - Eden Dambrine pour Close
  - Elliott Crosset Hove pour Godland  Danemark  Islande  France
  - Pierfrancesco Favino pour Nostalgia  Italie

### Meilleur scénariste
- Ruben Östlund pour Sans filtre
  - Arnau Vilaró et Carla Simón pour Nos soleils
  - Kenneth Branagh pour Belfast  Royaume-Uni
  - Lukas Dhont et Angelo Tijssens pour Close
  - Ali Abbasi et Afshin Kamran Bahrami pour Les Nuits de Mashhad

### Meilleur directeur de la photographie
- Kate McCullough pour The Quiet Girl  Irlande

### Meilleur monteur
- Özcan Vardar et Eytan İpeker pour Burning Days  Turquie

### Meilleur chef décorateur
- Jim Clay pour Belfast  Royaume-Uni

### Meilleur compositeur
- Paweł Mykietyn pour Eo  Pologne  Italie

### Meilleur créateur de costumes
- Charlotte Walter pour Belfast  Royaume-Uni

### Meilleur ingénieur du son
- Simone Paolo Olivero, Italy Paolo Benvenuti, Italy Benni Atria, Italy Marco Saitta, Germany Ansgar Frerich et Germany Florian Holzner pour The Hole

### Meilleurs maquillage et coiffure
- Heike Merker pour À l'Ouest, rien de nouveau  Allemagne

### Meilleurs effets spéciaux
- Frank Petzold, Germany Viktor Müller & Germany Markus Frank pour À l'Ouest, rien de nouveau  Allemagne

### Découverte de l'année - Prix FIPRESCI
- Piccolo corpo de Laura Samani  Italie

### Meilleur film documentaire
- Mariupolis 2 de Mantas Kvedaravičius  France  Allemagne

### Meilleur film d'animation
- Interdit aux chiens et aux Italiens d'Alain Ughetto  France  Italie  Belgique  Suisse

### Meilleur court métrage
- Granny's Sexual Life' d'Urška Djukič et Émilie Pigeard  Slovénie  France